# Saint-Clair-de-Halouze
Saint-Clair-de-Halouze è un comune francese di 883 abitanti situato nel dipartimento dell'Orne nella regione della Normandia.

## Società

### Evoluzione demografica
Abitanti censiti